# Sedação terminal

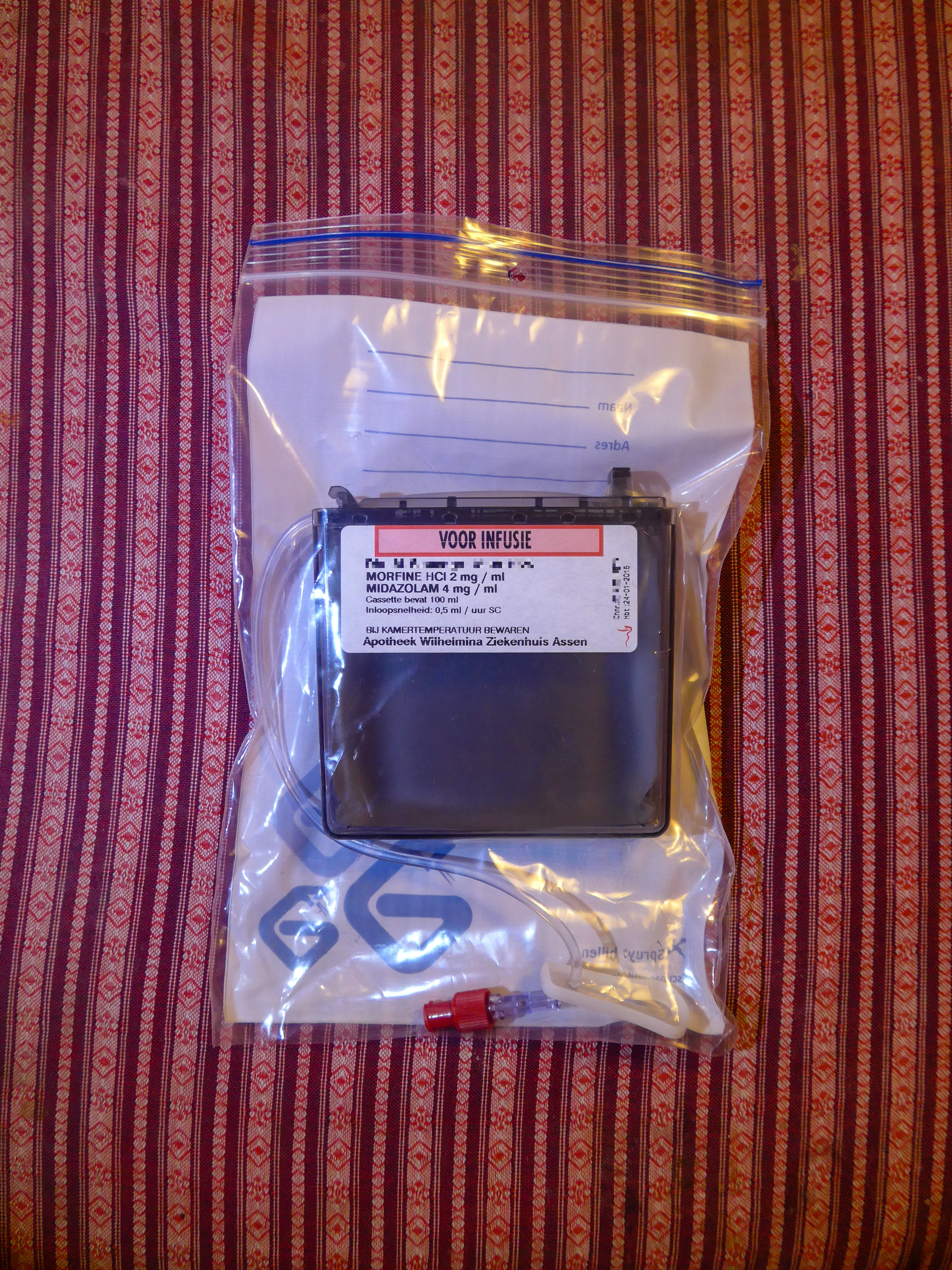

Na medicina, a sedação paliativa (também conhecida como sedação terminal, sedação profunda contínua ou sedação para sofrimento intratável de um paciente terminal) é a prática paliativa de aliviar o sofrimento de uma pessoa com doença terminal nas últimas horas ou dias de vida, geralmente por meio de infusão intravenosa ou subcutânea contínua de um medicamento sedativo ou por meio de um cateter especialmente projetado para fornecer uma administração confortável e discreta de medicamentos em curso por via retal.
Em 2013, em torno de dezenas de milhões de pessoas por ano eram incapazes de resolver suas necessidades de sofrimento físico, psicológico ou espiritual no momento da morte. Considerando a quantidade de dor intolerável que a pessoa deve enfrentar durante um possível tratamento paliativo, a sedação paliativa pode proporcionar uma solução mais pacífica e ética para essas pessoas.
A sedação paliativa é uma opção de último caso para as pessoas cujos sintomas não podem ser controlados por nenhum outro meio. Não é uma forma de eutanásia ou suicídio assistido, pois o objetivo da sedação paliativa é controlar os sintomas, ao invés de encurtar ou encerrar a vida da pessoa.
A sedação paliativa é legal em todos os lugares e tem sido administrada desde o início do movimento de cuidados paliativos na década de 1960. A prática da sedação paliativa tem sido um tema de debate e controvérsia porque muitos a veem como uma forma de eutanásia lenta ou morte misericordiosa, associada a muitas questões éticas. A discussão dessa prática ocorre na literatura médica, mas não há consenso devido a definições e diretrizes pouco claras, com muitas diferenças na prática em todo o mundo.

## Definição
Sedação paliativa é o uso de medicamentos sedativos para aliviar os sintomas refratários quando todas as outras intervenções falharam. A frase 'sedação terminal' foi inicialmente usada para descrever a prática de sedação no final da vida, mas foi alterada devido à ambiguidade no que a palavra 'terminal' se referia. O termo 'sedação paliativa' foi então usado para enfatizar os cuidados paliativos.
O termo "sintomas refratários" define os sintomas que são impossíveis de controlar apesar do uso de extensos recursos terapêuticos e que possuem um efeito intolerável no bem-estar do paciente nas fases finais da vida. Os sintomas podem ser físicos, psicológicos ou ambos. O nível de consciência alcançado pode ser leve, intermediário ou profundo e os medicamentos podem ser administrados de forma intermitente ou contínua.

## Sedação vs. eutanásia
A sedação paliativa pode acelerar a morte, mas a morte é considerada um efeito colateral e a sedação não equivale à eutanásia.
A principal diferença entre a sedação paliativa (o alívio da dor e dos sintomas intensos) e a eutanásia (o fim intencional da vida de uma pessoa) é tanto sua intenção quanto seu resultado. No final da vida, a sedação só é usada se o indivíduo perceber que seu sofrimento é insuportável e não houver outro meio de aliviá-lo. O objetivo pretendido é proporcionar-lhes algum alívio de seu sofrimento por meio do uso de benzodiazepínicos e outros agentes que, inadvertidamente, podem aumentar o risco de morte. No entanto, estudos foram realizados, mostrando que o risco de morte por sedação paliativa é muito menor do que se percebia anteriormente. Isso levantou o argumento de que a sedação paliativa não causa ou acelera a morte e que a morte de um indivíduo após a sedação paliativa é mais provável de ocorrer devido à sua doença - a medida de sucesso da sedação paliativa continua a ser o alívio dos sintomas de uma pessoa até o fim da vida. Por outro lado, a eutanásia é realizada com a intenção de aliviar permanentemente a pessoa de sua dor por meio da morte - a medida do sucesso é sua morte.
Em cuidados paliativos, as doses de sedativos são tituladas (ou seja, variadas) para manter o indivíduo confortável sem comprometer a respiração ou acelerar a morte. A morte, neste caso, é resultado da condição médica subjacente. Para obter mais informações sobre o uso de sedativos em cuidados paliativos e o uso seguro de opioides, consulte opioides.
Pacientes ou seus representantes legais somente têm o direito de recusar tratamentos em testamentos em vida; no entanto, a demanda por tratamentos que salvam vidas ou quaisquer tratamentos é controversa em diferentes juridisções e depende muito de cada situação específica. No entanto, uma vez iniciada a inconsciência, como a pessoa não consegue mais decidir por interromper a sedação ou por solicitar comida ou água, a equipe clínica pode tomar decisões pelo indivíduo. Por exemplo, um testamento em vida pode, de acordo com a lei do Reino Unido, dar uma diretriz que a pessoa recusa 'Cuidados paliativos' ou 'Sedação terminal', ou 'qualquer droga que possa suprimir a respiração'.

### Suicídio assistido por médico
Em 2020, o suicídio assistido nos Estados Unidos, também conhecido como ajuda médica na morte, era legal em dez jurisdições (Califórnia, Colorado, Distrito de Columbia, Havaí, Maine, Montana, Nova Jersey, Oregon, Vermont e Washington).